# 李伯華
李伯華（1560年—？），字允實，一字新來，號大澤，山東莱州府掖縣（今莱州市）人，民籍，明朝官員。同進士出身。

## 生平
萬曆四年（1576年）丙子科山东乡试第六十九名舉人，萬曆十四年（1586年）考中丙戌科会试二百八十一名，廷试三甲一百五十六名進士。通政司观政，任順天府固安縣知縣。官至戶部主事。

## 家族
曾祖李瑞；祖父李廷佐，曾任壽官；父李先芳，曾任儒官。母孫氏。重庆下。弟仲華、㑧華、似華、攸華、侗華。